# Carl Olof Frietsch
Carl Olof Frietsch, C.O. Frietsch, född 24 mars 1901 i Prag, död 19 augusti 1973 i Italien, var en finländsk politiker och diplomat.
Frietsch blev student 1920 och disputerade för doktorsgraden i statsvetenskap i Kiel 1926. Han verkade inom näringslivet 1927–1945 och representerade Svenska folkpartiet i Finlands riksdag 1936–1945. Han tillhörde partiets vänsterflygel och ivrade för tjänstemännens rätt att organisera sig. Under fortsättningskriget var han en av de ledande inom fredsoppositionen och utgav den uppmärksammade boken Finlands ödesår 1939–1943 (1945), den första sammanfattningen av Finlands politik under vinterkriget och fortsättningskriget och en skarp kritik av den dåtida regeringens politik. Efter krigsslutet anslöt han sig till socialdemokraterna, blev pressattaché i Stockholm 1946 och var därefter bland annat chargé-d'affaires i Wien 1957–1961 och generalkonsul i Hamburg 1961–1965. 

## Utmärkelser
- Frihetsmedaljens 2. klass,  1918[1]
- Riddare av 1. klass av Nordstjärneorden,  1950[1]
- Riddartecknet av I klass av Finlands Vita Ros’ orden,  1959[1]
- Storofficer i guld av Österrikiska republikens förtjänstorden,  1961[2]
- Frihetskrigets minnesmedalj[1]

[Redigera Wikidata]